# Callas Forever
Callas Forever è un film del 2002 diretto da Franco Zeffirelli, qui alla sua ultima regia.
Il film mostra, in maniera profondamente rivisitata, gli ultimi mesi di vita di Maria Callas.

## Trama
Larry Kelly, amico e un tempo impresario di Maria Callas, torna dopo tanto tempo a Parigi per gestire il tour di un gruppo rock. Anche il celebre soprano si trova a Parigi: dopo la sua ultima esibizione in Giappone, in cui aveva preso coscienza del fatto che la sua voce non era più quella che l'aveva resa famosa, la Callas si è chiusa nel suo appartamento rifiutando le visite degli amici e imbottendosi di psicofarmaci mentre ascolta registrazioni delle sue vecchie esibizioni.
Preoccupati per le sue condizioni, Larry e la giornalista Sarah (altra amica della Callas) decidono di fare qualcosa per salvarla; l'impresario riesce a convincerla (non senza numerose difficoltà) a registrare un film sulla Carmen, opera questa che non aveva mai interpretato sul palcoscenico, sovrapponendo alle scene girate una vecchia registrazione della Callas ai suoi tempi d'oro.
La Callas può così mostrare le sue doti interpretative, e al tempo stesso riscopre la gioia di lavorare e di vivere in mezzo alla gente. Il film viene portato a termine e proiettato in una conferenza stampa, e segna un grandissimo trionfo; al soprano viene perciò proposto di continuare con la versione cinematografica di altre opere, utilizzando sempre le sue vecchie registrazioni per l'audio. 
Tuttavia la cantante non vuole più imbrogliare il suo pubblico; propone allora di interpretare la Tosca con la sua voce reale.
Larry fa di tutto per convincere i produttori a sposare il progetto, ma loro lo bocciano temendo che rivelare al mondo la vera voce di Maria Callas potrebbe risultare in un disastro di critica e dunque finanziario.
Larry fa un ultimo tentativo di convincere l'amica a tornare ai piani iniziali, ma ella si rassegna serenamente al fatto che i tempi della sua gloria siano ormai terminati, e abbandona definitivamente il progetto, chiedendo anche all'impresario di distruggere il girato di Carmen e di evitarne la distribuzione.
Tutta la vicenda ha comunque donato ai due amici una rinnovata serenità, e nell'ultima scena Maria Callas dice di voler vivere con gioia la sua vecchiaia. La cantante morirà poco tempo dopo la storia narrata nel film.